# Vortiporius
Vortiporius (Engels Vortipor, Welsh Gwrthefyr) was koning van de Demetae in het midden van de 6e eeuw, en regeerde derhalve over het gebied van het latere Dyfed, het huidige Pembrokeshire. Hij is een van de vijf koningen die worden genoemd (en veroordeeld) door Gildas.
Vortiporius' naam is ook te zien op een gedenksteen uit dezelfde tijd, gevonden in Castelldwyran nabij Camarthen. Hier staat te lezen memoria Voteporigis protictoris ('in herinnering aan Vortipor de beschermer'), alsmede in ogham de Ierse versie van zijn naam Votecorigas. Er is echter twijfel over de identificatie van deze steen met Vortipor: De afwezigheid van de 'r' in de eerste lettergreep zou erop kunnen wijzen dat we hier met een andere naam, en dus een andere persoon, te doen hebben.